# Die kleinen Schuhe
Die kleinen Schuhe ist ein Märchen. Es ist in den Irischen Elfenmärchen der Brüder Grimm an Stelle 16 enthalten, die sie 1825 aus Fairy legends and traditions of the South of Ireland von Thomas Crofton Croker übersetzten.

## Inhalt
Herr Cote lässt sich von Marie Cogan auf dem Torweg von Kilmallock erzählen, was sie von Vater und Mutter über den Cluricaun weiß, obwohl sie selbst nie einen sah: Ihr Vaters Vater hörte abends nach dem Torfstechen im Stall ein Hämmern, dachte gleich, dass es einer ist und fand den Kleinen mit roter Nachtmütze pfeifend und Schuhe machend. Er packte ihn und forderte sein Geld. Der Cluricaun gab vor, es zu holen und hüpfte lachend weg. Der Großvater ärgerte sich. Er behielt das Schühchen, das niedlichste, das die Mutter je sah.

## Anmerkung
Nach Grimm: Es wird öfter so erzählt, dass statt Geld wenigstens die Schuhe des Cluricaun zurückbleiben. So einen Fall berichtete ein öffentliches Blatt zu Kilkenny und ließ die Schuhe im Redaktionsbüro besichtigen.